# 1759 a tudományban
Az 1759. év a tudományban és a technikában.

## Botanika
- Megalapítják a Királyi Botanikus Kerteket.

## Díjak
- Copley-érem: John Smeaton

## Születések
- december 2. - James Edward Smith botanikus († 1828)

## Halálozások
- szeptember 10. - Ferdinand Konščak felfedező (* 1703)